# Tracking and Data Relay Satellite
Tracking and Data Relay Satellite (TDRS) é um tipo de satélite de comunicação que faz parte do Tracking and Data Relay Satellite System (TDRSS) usado pela NASA e outras agências do governo dos Estados Unidos para as comunicações de plataformas independentes e para "Usuário", como satélites, balões, aeronaves e da Estação Espacial Internacional. Este sistema foi projetado para substituir uma rede mundial preexistente de estações terrestres que haviam apoiado todos as missões da NASA de voo tripulados e satélites não tripulados em órbita terrestre baixa. O objetivo primário do sistema foi para aumentar a quantidade de tempo em que estas sondas permanecem em comunicação com a terra e melhorar a quantidade de dados que podem ser transferidos. Estes satélites TDRSS são todos concebidos e construídos para ser lançado e operar em órbita geoestacionária, 35,786 km acima da superfície terrestre.
Os sete primeiros satélites TDRSS foram construídos pela TRW. As três versões posteriores foram fabricados pela Boeing Satellite Systems divisão da Boeing. Já foram lançados doze satélites; no entanto, um foi destruído em um lançamento fracassado (o desastre do Challenger). O TDRS-1 foi retirado de serviço em 27 de junho de 2010. O TDRS-4 foi retirado em dezembro de 2011. 9 satélites TDRSS ainda estão em serviço. Todos os satélites TDRSS têm sido geridos pelo Goddard Space Flight Center da NASA. O contrato para versões TDRS-11 e 12 foi concedido a Boeing em 20 de dezembro de 2007. Em 30 de novembro de 2011, a NASA anunciou a decisão de ordenar um satélite TDRS adicional de terceira geração, o TDRS-M.